# Меркет (уезд)
Уезд Меркет (кит. упр. 麦盖提县, пиньинь Màigàití xiàn, уйг.  مەكىت ناھىيىسى‎, Мәкит наһийиси) — уезд округа Кашгар Синьцзян-Уйгурского автономного района Китая.

## География
Расположен в западной части пустыни Такла-Макан, к северу от горной системы Каракорум. Почвы довольно плодородны, климат — мягкий.

## История
Уезд Меркет был выделен из уезда Маралбаши в отдельную административную единицу в 1922 году.

## Административное деление
Уезд Меркет делится на 1 посёлок и 9 волостей.

## Экономика
Основные сельскохозяйственные культуры: пшеница, кукуруза, хлопок, чеснок, лук, фрукты, арбузы и дыни.